# Safranek
Safranek a Macskafogó című magyar rajzfilm egyik szereplője. Egy macska, Fritz Teufel beosztottja.

## Jellemzése
Safranek a film egyik negatív szereplőjének, Fritz Teufelnek a beosztottja. Legfőbb ismertetőjelei a folyton bekötözött végtagjai, amikért rendre erőszakos főnöke a felelős. Ha Safranek elszúr valamit, a főnöke előbb udvariasan megkéri, hogy jöjjön közelebb, majd mechanikus robotkezével durván megsebzi őt. Ezután álszenten megkérdezi, hogy mi történt Safranekkel, aki folyton a „borotválkozásnál megvágtam magam” mentséget használja. A film végére Safraneknek kötésbe kerül a feje, a bal karja, sőt még a farka is. Mindennek ellenére azonban mégis türelmesen, békében dolgozik Teufel elnyomása alatt.
Safraneknek van egy kislánya is, Cathy, akit egyedül nevel, mivel a feleségét a főnöke már elcsábította tőle. Cathy nem olyan, mint az apja vagy a többi macska, ugyanis barátságot köt az egerekkel.